# Christiane Amédégnato-Loisele
Christiane Amédégnato, ou Christiane Amédégnato-Loisele, née le 6 janvier 1945 et morte le 20 juin 2010, est une entomologiste française spécialiste des orthoptères.

## Hommages et distinctions
Christiane Amédégnato est la dédicataire de plusieurs taxons, dont :
- Amedegnatiana Massa & Fontana, 2011
- Phyllodromica amedegnatoi Failla & Messina, 1989
- Pseudoproscopia amedegnatoi Bentos-Pereira, 2006